# 宮川香山

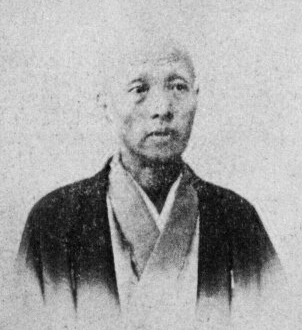
宮川香山

宮川 香山（みやがわ こうざん、男性、天保13年1月6日（1842年2月15日） - 大正5年（1916年）5月20日）は、日本の陶芸家。明治時代の日本を代表する陶工。高浮彫、真葛焼（横浜焼）の創始者、帝室技芸員。2代目宮川香山・宮川半之助は養子。海外ではMakuzu Kozanとしても知られている。

## 経歴

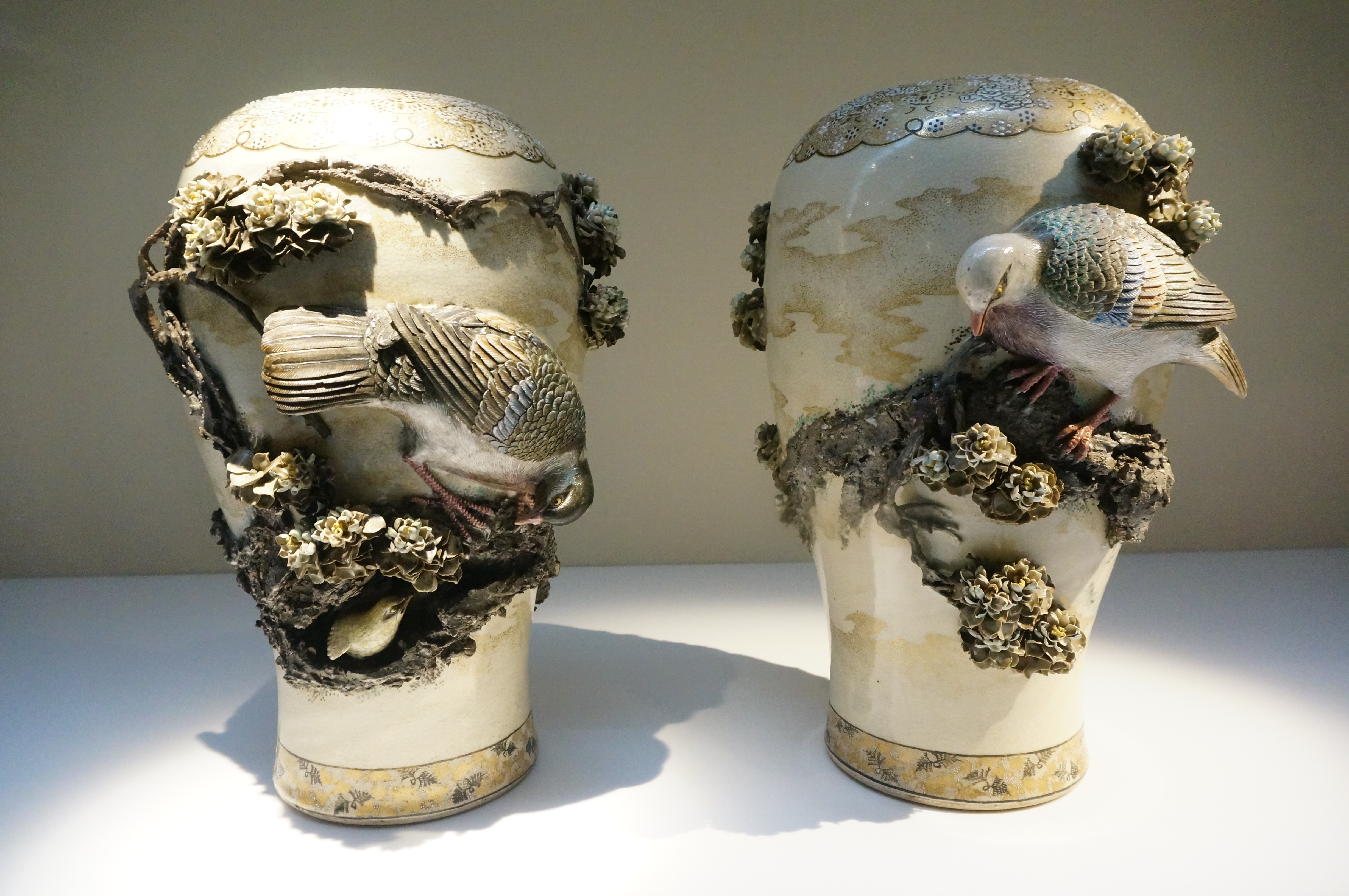
高浮彫の鳩桜花図高浮彫花瓶（1871-82年制作, 東京国立近代美術館工芸館蔵）

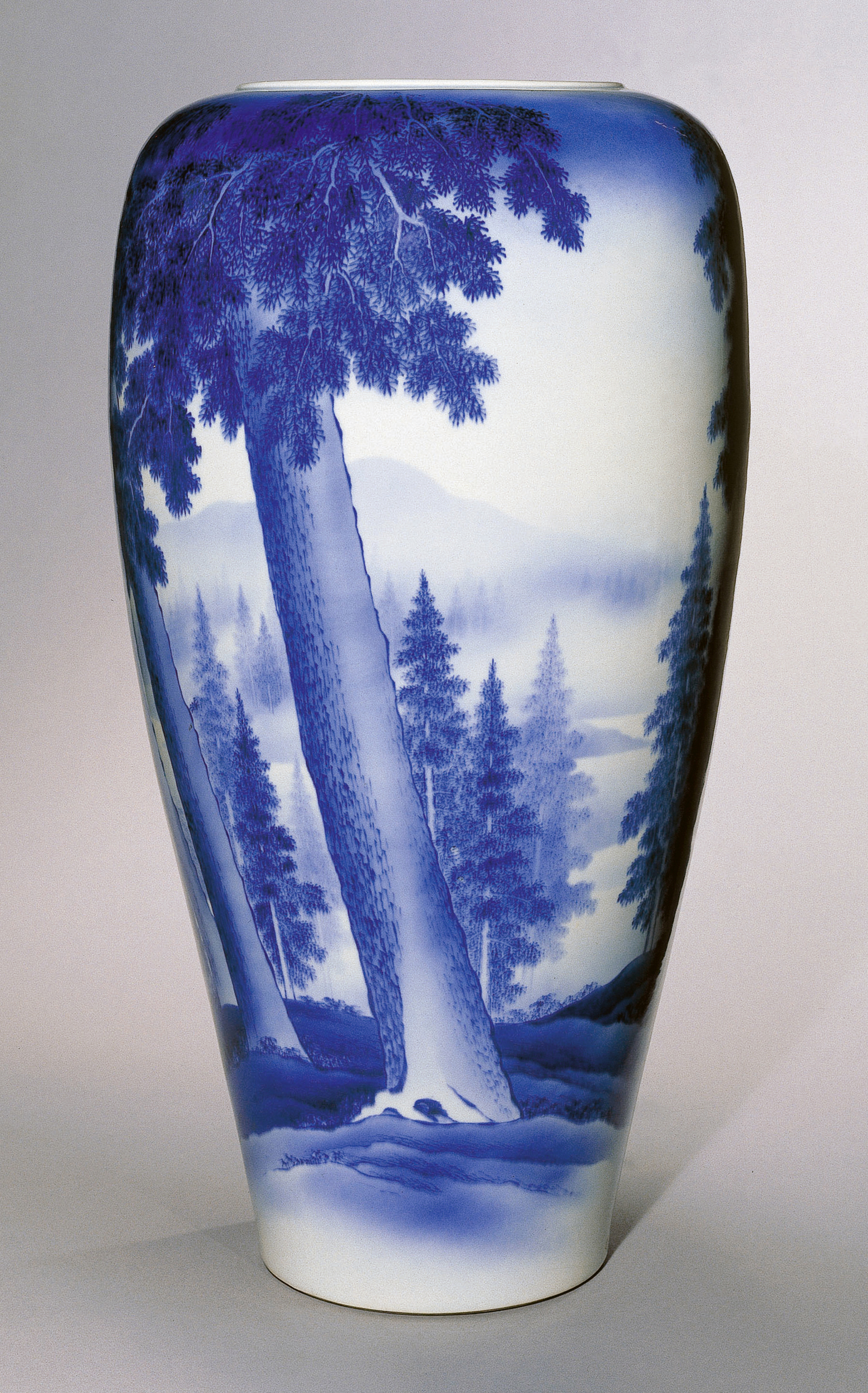
高浮彫から作風を一変させた作品（1910年頃制作、ハリリコレクション蔵）

香山は天保13年（1842年）、京都の真葛ヶ原に陶工・真葛宮川長造の四男として生まれた。幼名は虎之助。19歳の時、父と兄が亡くなり陶工の家を継ぐと父が生前朝廷用の茶器を制作し「香山」の称号を受けていたため虎之助は初代香山の名を名乗り父の得意とした色絵陶器や磁器などを制作。その腕は評判を呼び慶応2年（1866年）、25歳の時、幕府から御所献納の品を依頼されるまでになった。
明治3年（1870年）、29歳の時、薩摩の御用商人梅田半之助、実業家鈴木保兵衛らに招聘され翌年、横浜に輸出向けの陶磁器を作る工房・真葛窯を開いた。しかし、当時の関東地方には陶磁器を作る土がなく有名な工房があるのは京都や中国地方などに集中していたため、この地に工房を開くのはかなりの苦労を伴う事業だった。
香山は当初欧米に流行していた薩摩焼を研究していくつもの作品を制作、この工房の作を「真葛焼」と名づけて輸出したが金を多量に使用する薩摩焼は制作費に多額の資金を必要とするため、香山は「高浮彫（たかうきぼり）」と呼ばれる新しい技法を生み出す。これは金で表面を盛り上げる薩摩焼の技法を、金のかわりに精密な彫刻を掘り込むことで表現したもので、薩摩焼の技法に変わる新しい表現方法を確立した。
香山はより細密な表現を身に着けるため庭に鷹や熊を飼うまでし、明治9年（1876年）、35歳の時、高浮彫で作られた真葛焼はフィラデルフィア万国博覧会に出品されると多くの国に絶賛され、真葛焼と宮川香山の名を世界に知らしめた。明治29年（1896年）6月30日には帝室技芸員を拝命。
ところがのちに高浮彫は生産が難しいだけでなく精度を上げるほど完成まで何年もの時を必要とする生産効率の低さが問題化することになる。これに対処するため、香山は以後、作風を一変。窯の経営を養子の宮川半之助（2代目宮川香山）に任せ、自らは清朝の磁器を元に釉薬の研究、釉下彩の研究に没頭しその技法をものにした。この技法で新たな魅力を築いた真葛焼はその後も輸出産業の主役の一つとして持てはやされた。大正5年（1916年）、死去。享年75。

## 2代目宮川香山から4代目宮川香山まで

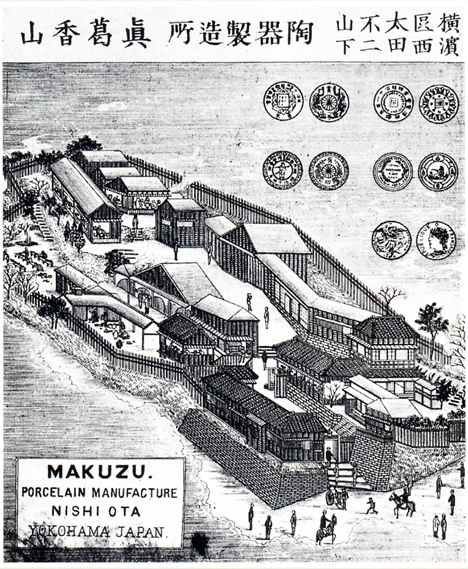
真葛香山磁器製造所の銅版画。横浜西太田の窯は横浜大空襲で全焼した。

初代宮川香山には男子は無く、宮川香山の名は養子の宮川半之助が2代目を継承した。また初代の女婿に宮川恒助があり、初代・2代目とともに真葛窯の運営に当たり、窯の事務などを担当していた。1941年（昭和16年）に2代目が死去し、2代目の長男宮川葛之輔が3代目を継いだ。3代にわたって高い技量で名声を得たが、3代目は1945年（昭和20年）の横浜大空襲に罹災し窯・家は全焼、3代目と家族・職人計11名が死亡した。
宮川家では3代目の弟宮川智之助が平塚市に疎開しており難を逃れ、戦後智之助が4代目宮川香山を名乗り、窯を起こしたが、作品の復興は成らず、4代目の死をもって真葛焼は廃窯となり、香山の名も絶えた。江戸時代の宮川長造以前に分かれた本家筋の真葛宮川香斎家や初代の弟子筋に当たる窯元などが「香」の字のついた号を名乗り、香山の盛名を伝えている。

## 現在
真葛焼の作品は東京国立博物館・東京国立近代美術館工芸館・三の丸尚蔵館・泉屋博古館などにそれぞれ数点所蔵されているが、殖産興業の一環として輸出用に作られた作品が多いため日本国内に残っていた作品の数は限られていた。しかし1960年代後半から田邊哲人が真葛焼の研究を始めて海外から作品を精力的に買い戻しており、多くの作品が日本に里帰りしたことで明治期の陶芸の研究が急速に進み、たびたび美術系のテレビ番組や美術誌に取り上げられるまでになった。現在では真葛焼の研究と収集の第一人者と呼ばれるまでになった田邊が収集した近代輸出陶磁器のコレクションは約3000点に及び、神奈川県立歴史博物館に寄託されたコレクションのうち真葛焼は10点ほどが常設展示されている。2016年2月には宮川香山の没後100年を記念して、約150点のほぼ全ての出展作品が田邊コレクションからなる「没後100年 宮川香山展」がサントリー美術館で開催された。
田邊に次ぐ収集家としては山本博士がおり、横浜駅近くに宮川香山眞葛ミュージアムを開設して史料性と質の高い約600点（2022年2月時点）のコレクションを収蔵してその一部を常設展示している。2016年3月には山本コレクションを中心に構成された「世界を魅了した陶芸家 宮川香山」が岡山県立美術館で開催された。また吉兆庵美術館にも多くの香山作品が収蔵されており、2016年2月には日本橋三越本店にて同館所蔵品が展観された。
このほか台湾における大規模な日本工芸コレクション「宋培安コレクション」にも香山の作品が含まれており、2016年9月から2017年6月にかけて開催された同コレクションの展示「驚きの明治工藝」展（東京藝術大学大学美術館・細見美術館・川越市立美術館を巡回）にて香山の磁器作品が公開されている。
なお、横浜市南区三春台に有った窯跡は、数年前まで三春台新坂の途中に更地のまま残され、窯跡を示す石柱が立っていたが、現在は建て売り住宅として開発されており、石柱は撤去されたまま行方不明になっている。

## 作例

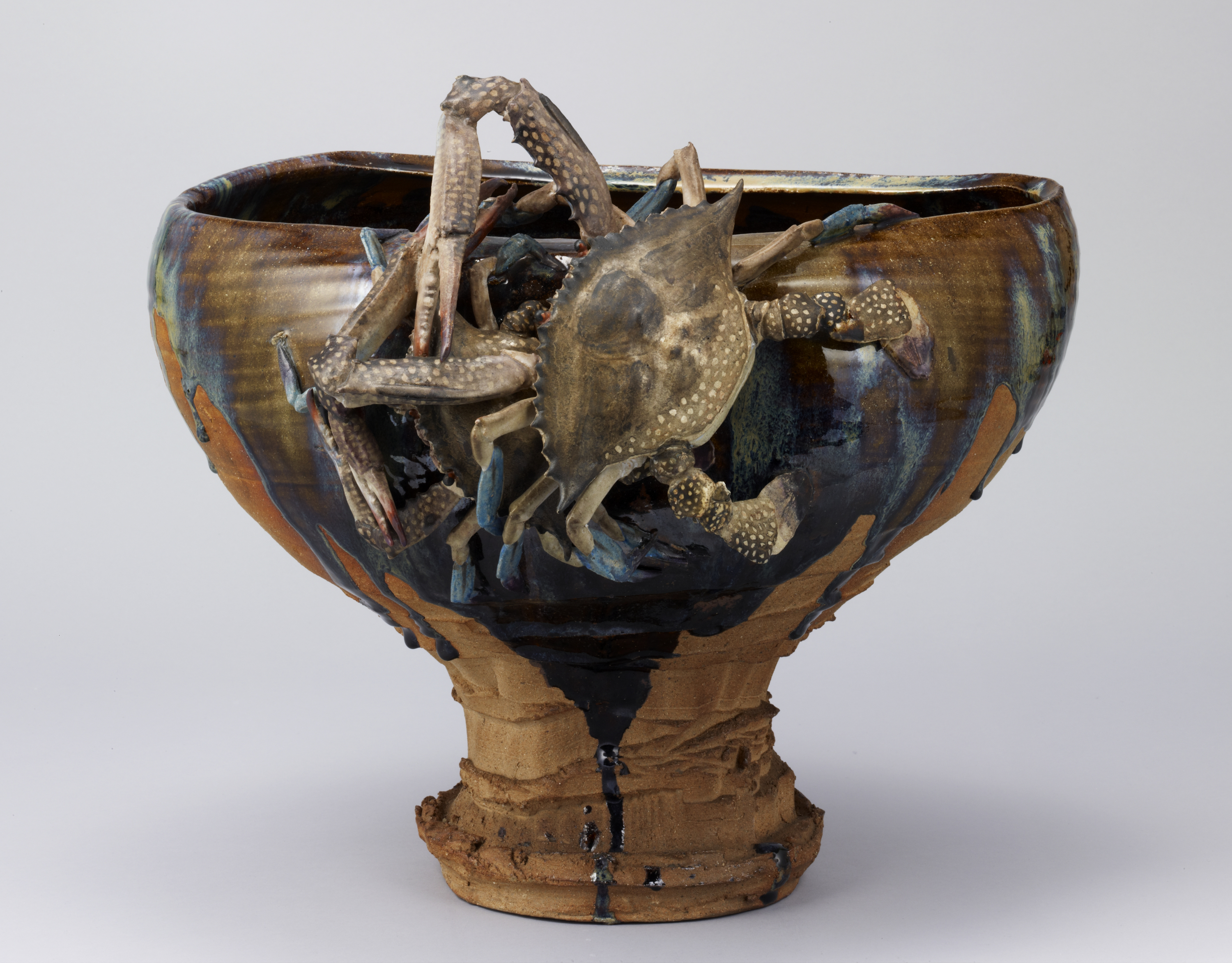
褐釉蟹貼付台付鉢（1881年、重要文化財、東京国立博物館蔵）

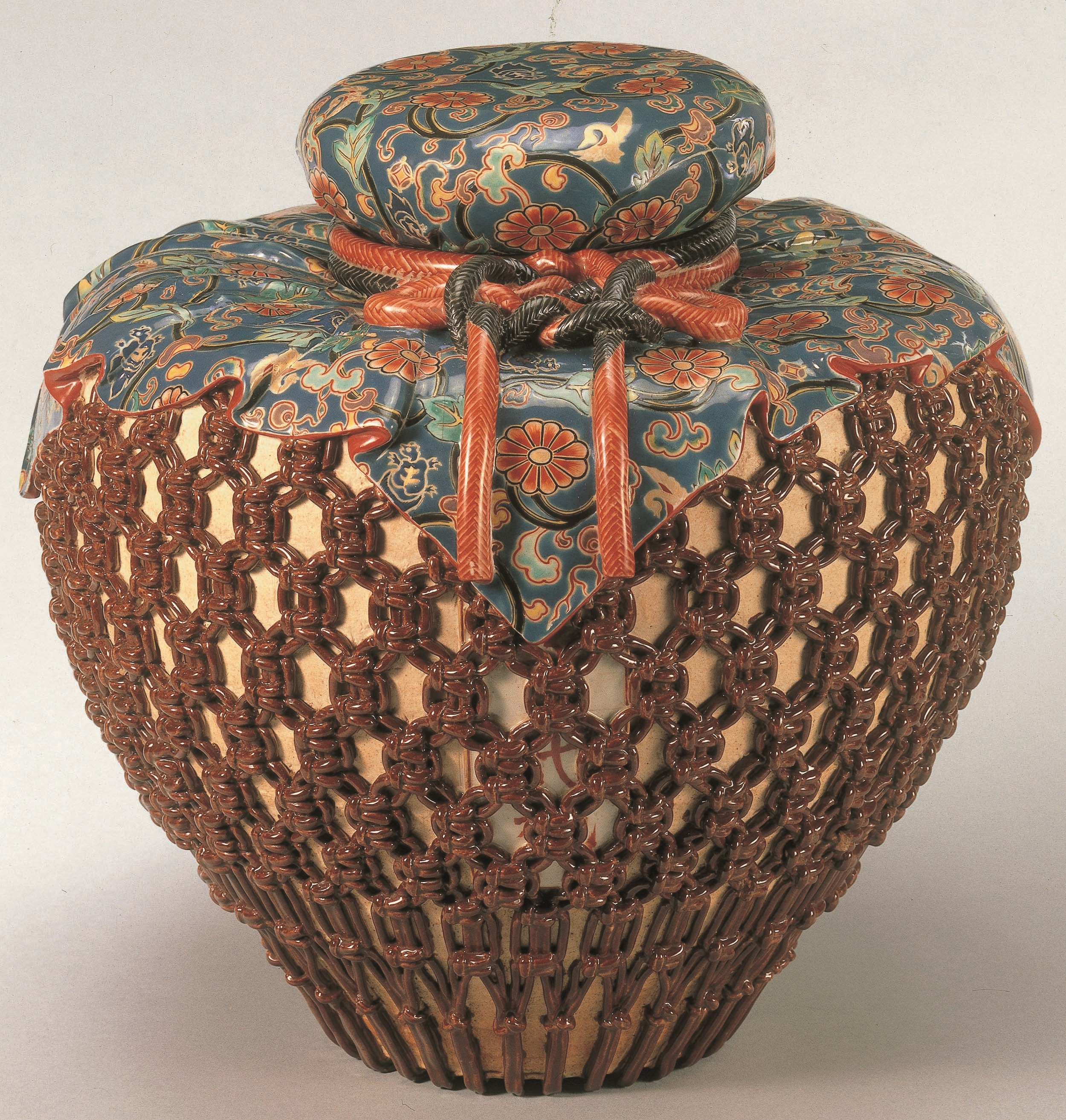
壺を覆う布と縄まで磁器で表現された1910年から1915年頃の作品（ハリリコレクション蔵）

- 真葛窯変釉蟹彫刻壺花活（重文の褐釉蟹貼付台付鉢と酷似した1914年の作品で蟹に光沢がある。吉兆庵美術館蔵）
- 高取釉 高浮彫・渡蟹水盤（重文の褐釉蟹貼付台付鉢と酷似した1916年の作品で蟹に光沢がある。田邊コレクション蔵）
- 高浮彫・枯蓮ニ白鷺花瓶
- 高浮彫・南天ニ鶉花瓶一対
- 高浮彫・牡丹ニ眠猫覚醒蓋付水指
- 高浮彫・鴫花瓶
- 高浮彫・桜ニ群鳩花瓶一対
- 赤雲釉白竜紋花瓶
- 彩磁紫陽花透彫花瓶
- 磁製紫釉盛絵杜若大花瓶
- 青華山水花瓶
- 陶製木調弁天像
- 南蛮意建水
- 黄釉銹絵梅樹文大瓶(重要文化財)
- 遺作 琅玕（ロウカン）釉蟹付花瓶
- 七宝筒型灯篭鳩細工桜

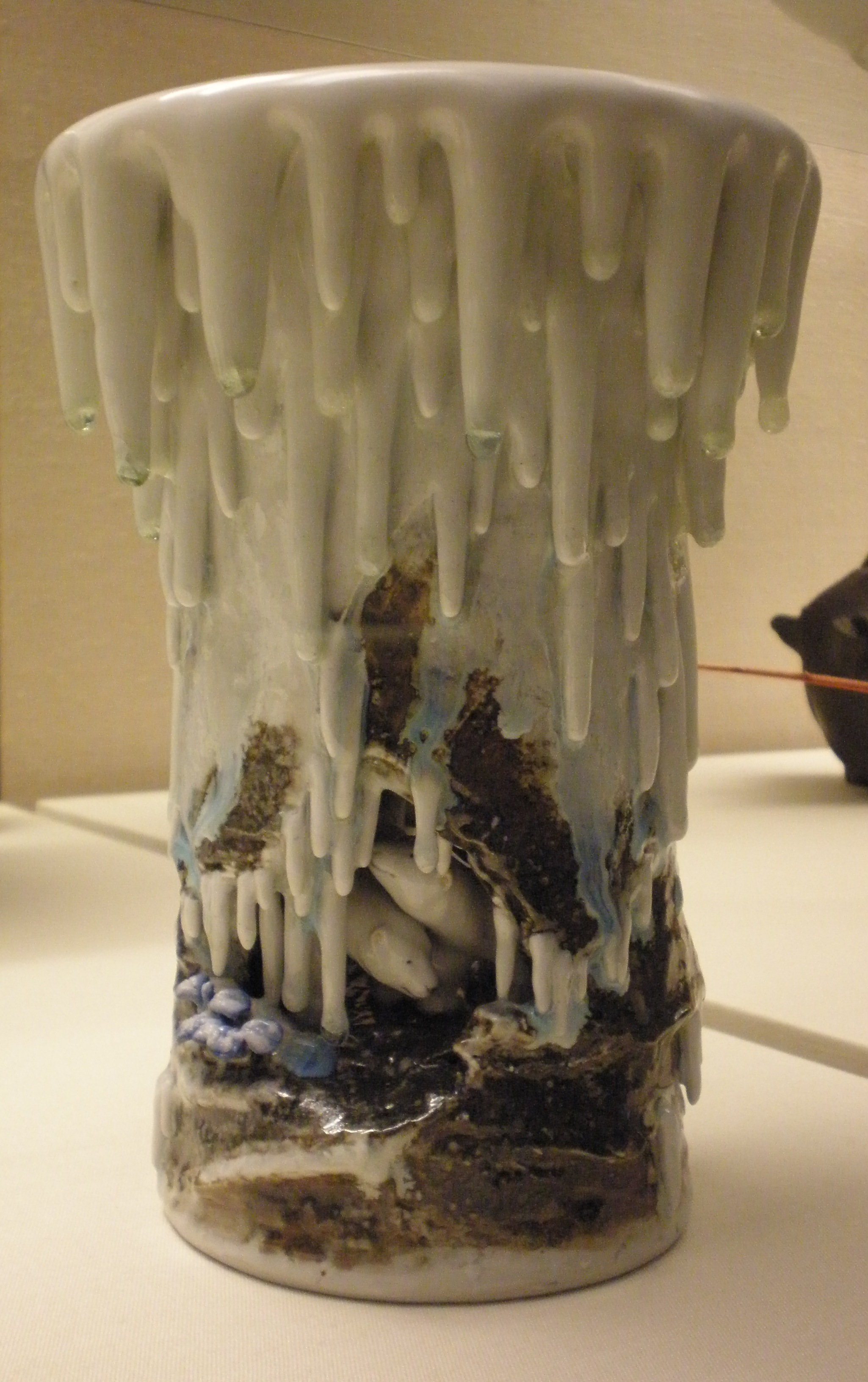
1910年日英博覧会出展作（ヴィクトリア&アルバート博物館蔵）
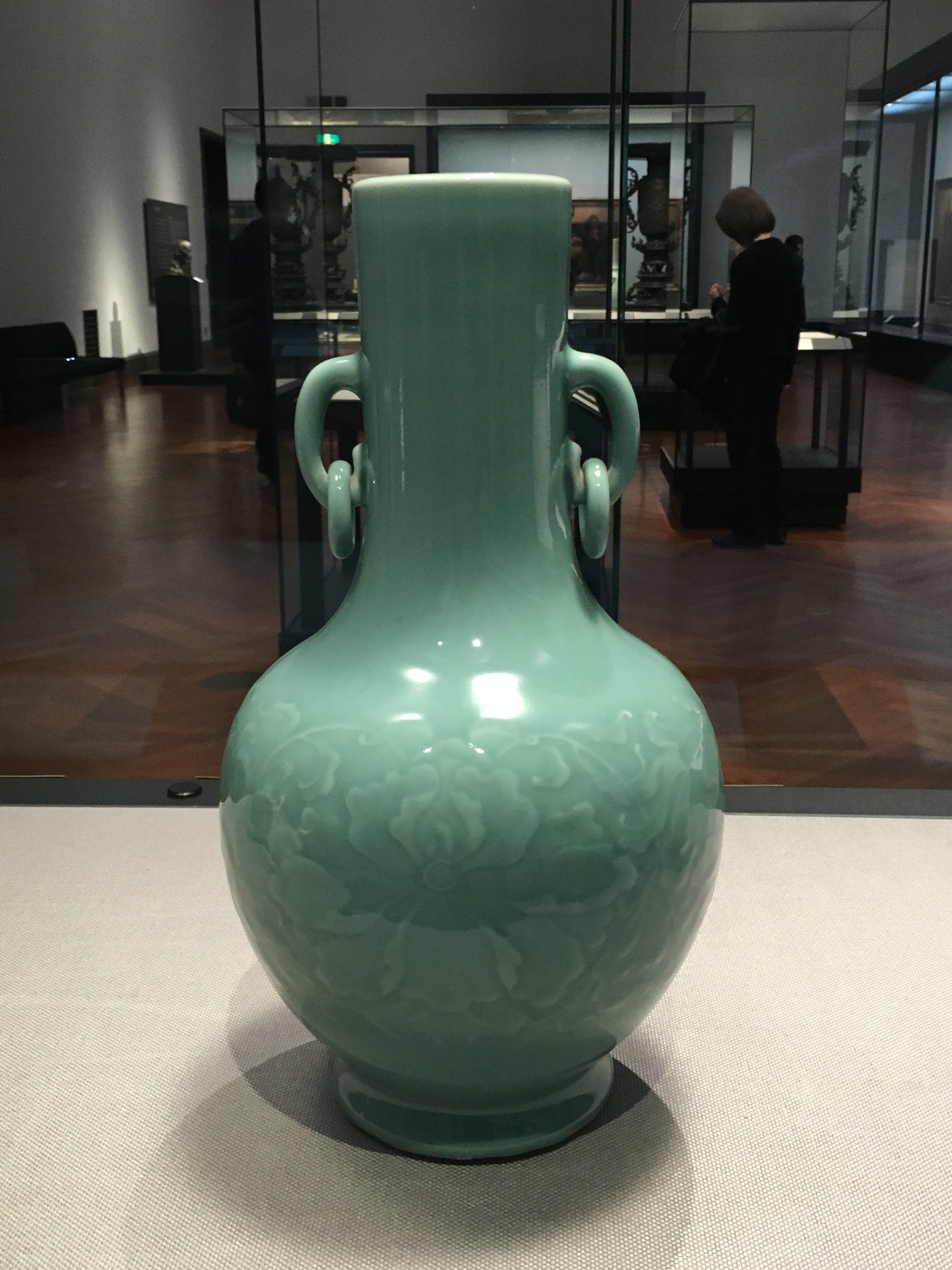
青磁牡丹唐草文双耳瓶（1912年、東京国立博物館蔵）

## 関連施設
- 宮川香山 眞葛ミュージアム
- 岐阜県現代陶芸美術館